# 三菱Lancer Wagon

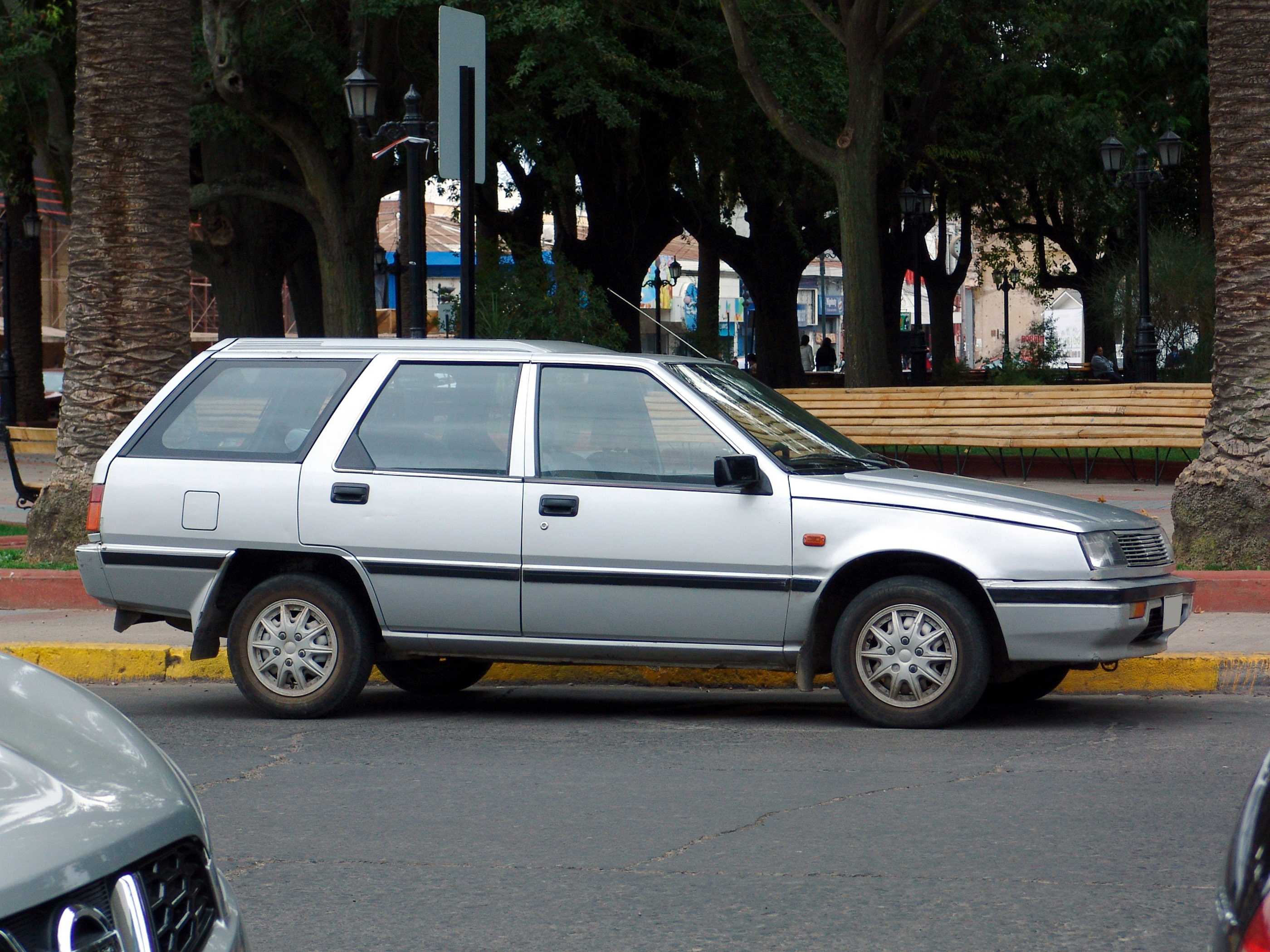
第一代Lancer Wagon

三菱Lancer Wagon（日语：三菱・ランサーワゴン）乃日本三菱汽車公司於1985年至2007年間製造發售的五人座次緊湊型旅行車，本條目一併記述三菱Lancer Cedia Wagon。

## 概要與歷史

### 第一代（1985年－1992年）
1985年 - 以第二代三菱Lancer Fiore為基礎而衍生的Lancer Wagon於2月正式上市，Lancer Van、Mirage Cargo、Mirage Van等兄弟車也在同一時間上市。動力心臟為一具1.5L直列四缸SOHC 4G15/G15B型引擎，高階車型配有前半部固定式、後半部電動開關式的天窗。和其他兄弟車一樣，1.8L直列四缸SOHC 4D65型柴油引擎的動力採取接單生產的方式。
1986年 - 8月進行小改款，更換進氣格柵與車側方向燈的設計，並將三菱的標誌置於進氣格柵中央，汽油引擎引進龍捲風引擎技術，另新增全時4WD車型。
1989年 - 10月第二度實施小改款，配合當時的Mirage和Lancer再次改變進氣格柵的外型，追加車頂行李架，高階CX車型的頭燈採用黃色鹵素燈泡。
1992年 - 5月停產，改由三菱Libero接棒。

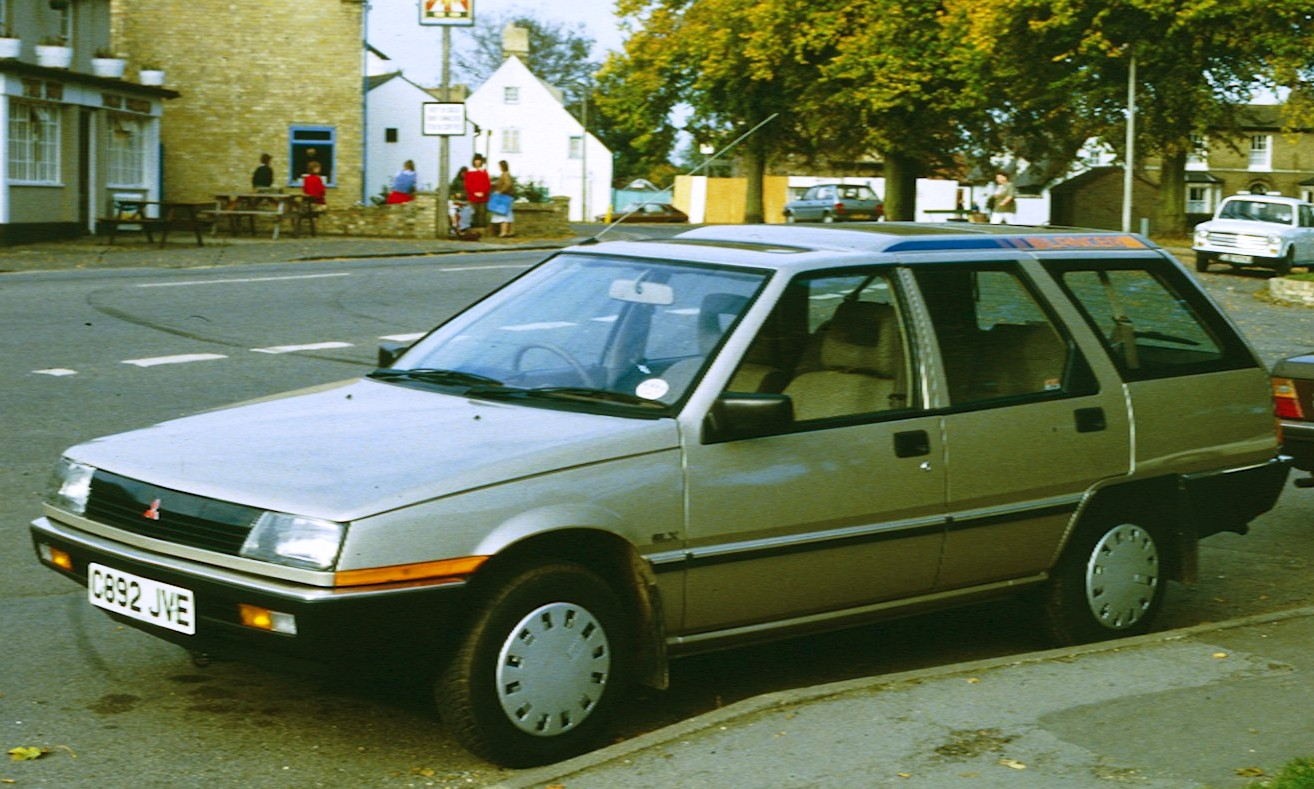
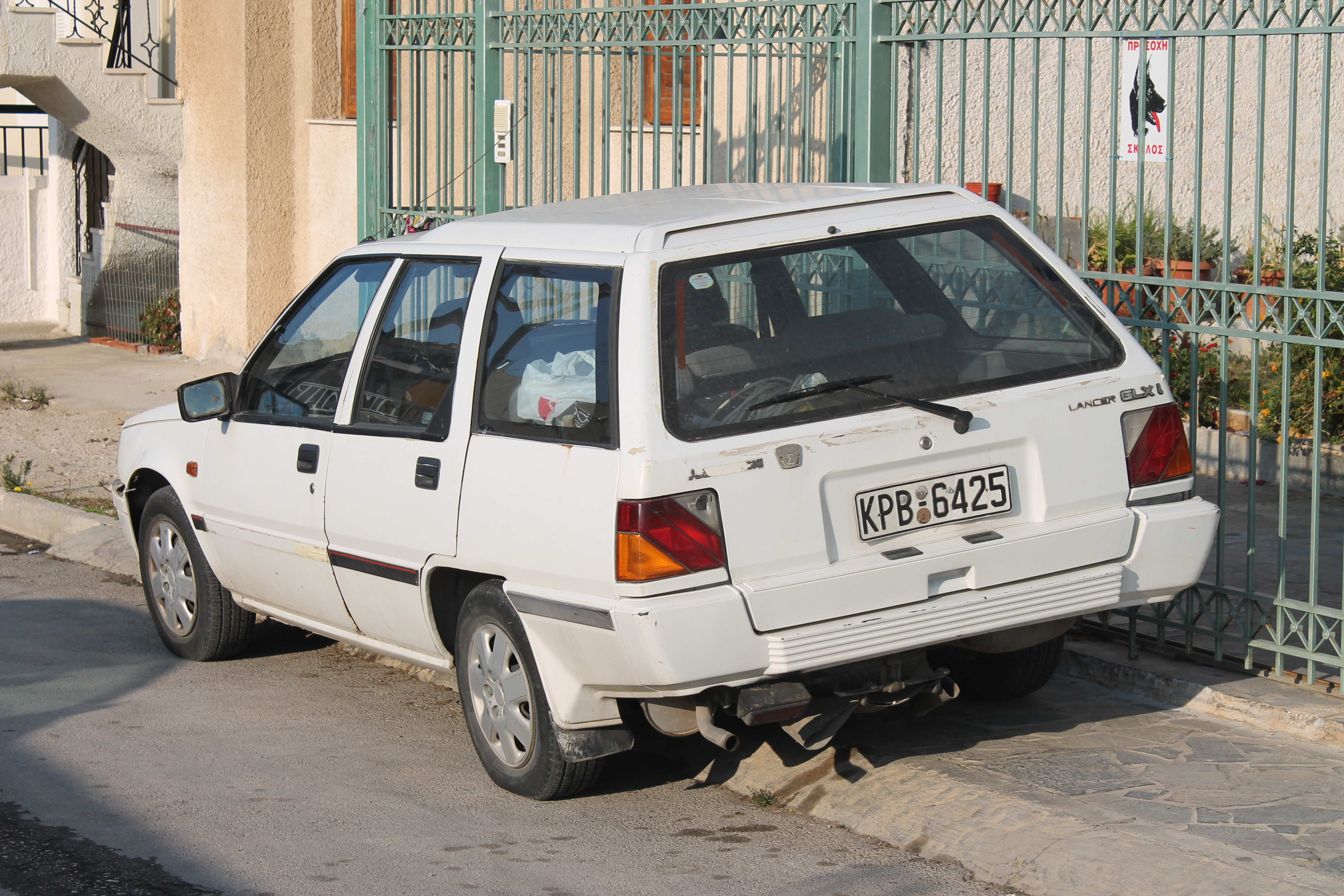
歐規車尾

### 第二代（2000年－2007年）
2000年 - 作為三菱Libero的後繼車款，11月18日Lancer Cedia Wagon正式發售。此車款以第六代Lancer Cedia為基礎而開發，搭載1.8L直列四缸DOHC 4G93型引擎，全車系的變速箱為INVECS-III CVT無段自動變速器，Touring車型則是四速自動排檔。
2001年 - 6月推出「RALLIART」特仕版，分成搭載1.8L直列四缸DOHC 4G93型渦輪增壓引擎的「T-Touring」和自然進氣引擎的「Touring」兩種車型，具備專屬鋁合金輪圈及全車空力套件，變速箱則是INVECS-II Sport 4AT。
2002年 - 1月28日推出「Sport Edition」特仕車，具備MOMO方向盤，鋁圈的樣式設計雖然和「RALLIART」版相同，但多了鍍鉻裝飾；尾門分別貼有「T-TOURING」（渦輪增壓版）和「TOURING」（自然進氣版）的銘牌。同年5月29日推出「Sport Edition II」特仕車，方向盤改成原廠自製，但排檔桿附有防塵套。
2003年 - 2月26日實行小改款，車名拿掉Cedia改回「Lancer Wagon」，車頭造型被車迷戲稱為「寶雷臉」，由時任設計總監的法國籍汽車設計師奧利佛·寶雷主導設計；同時取消「1.8 EXCEED」、「1.8 TS」等車型。
2004年 - 1月20日復推出「RALLIART」特仕版，可是僅有渦輪增壓版，前後保桿採用美規之設計。
2005年 - 1月11日追加一具1.5L SOHC直列四缸4G15型之動力心臟，取消「T-TOURING」車型。同年12月2日實施第二度小改款，取消俗稱「寶雷臉」的進氣壩造型，改為倒梯形橫柵之設計。
2007年 - 由於日本國內的買氣不振，決定在6月停產，但外銷版仍維持生產至2008年第三季為止。

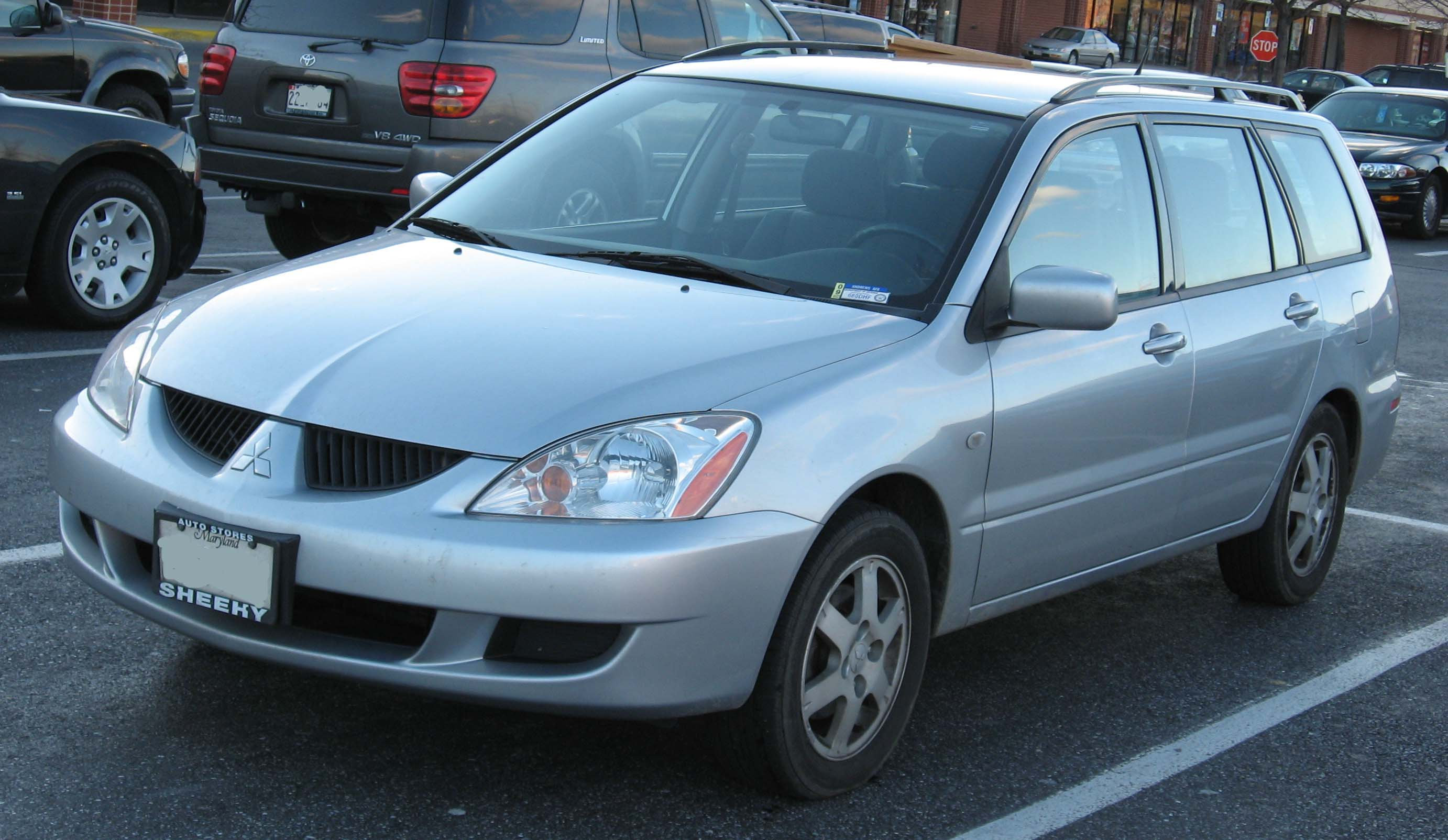
美規版，車頭造型被車迷戲稱為「寶雷臉」
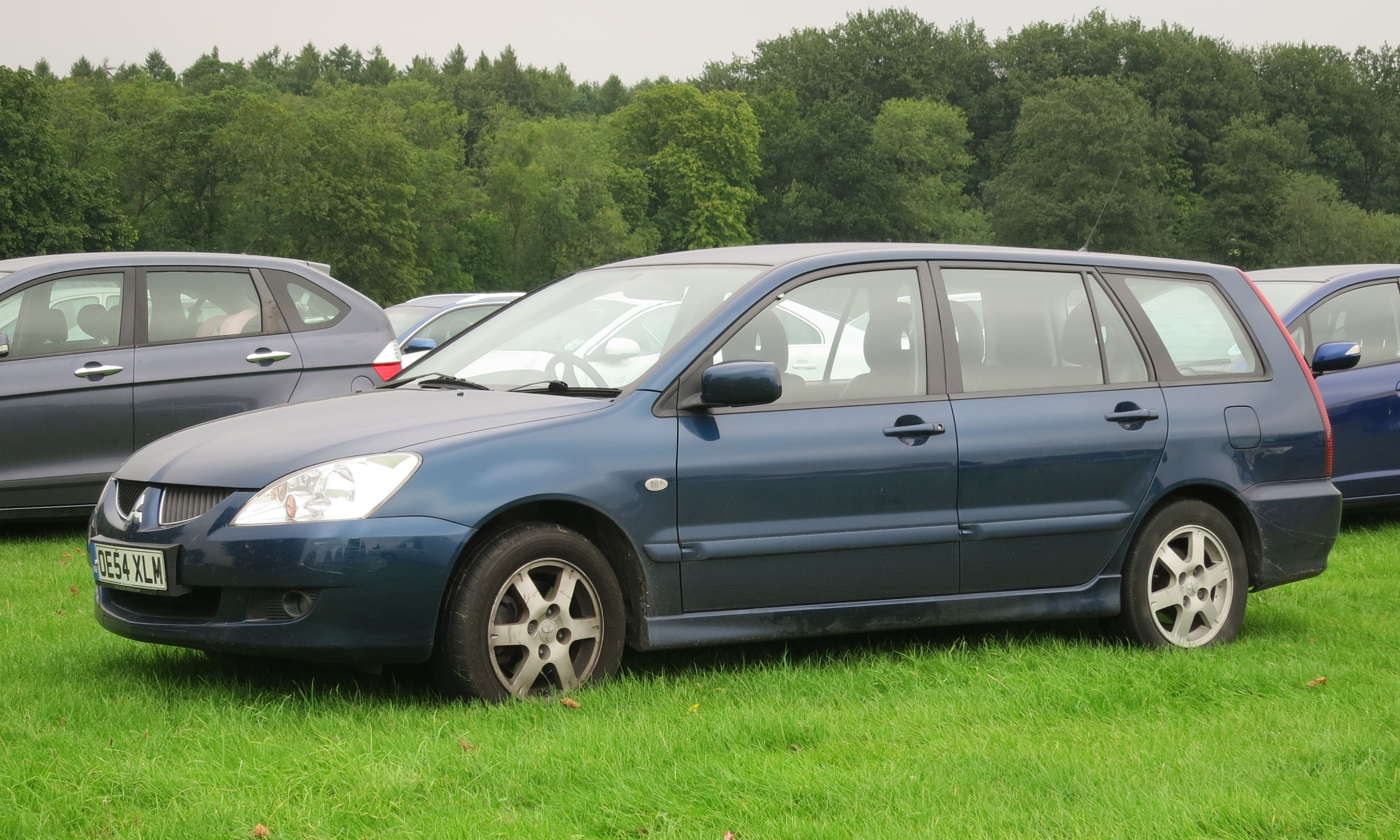
歐規版
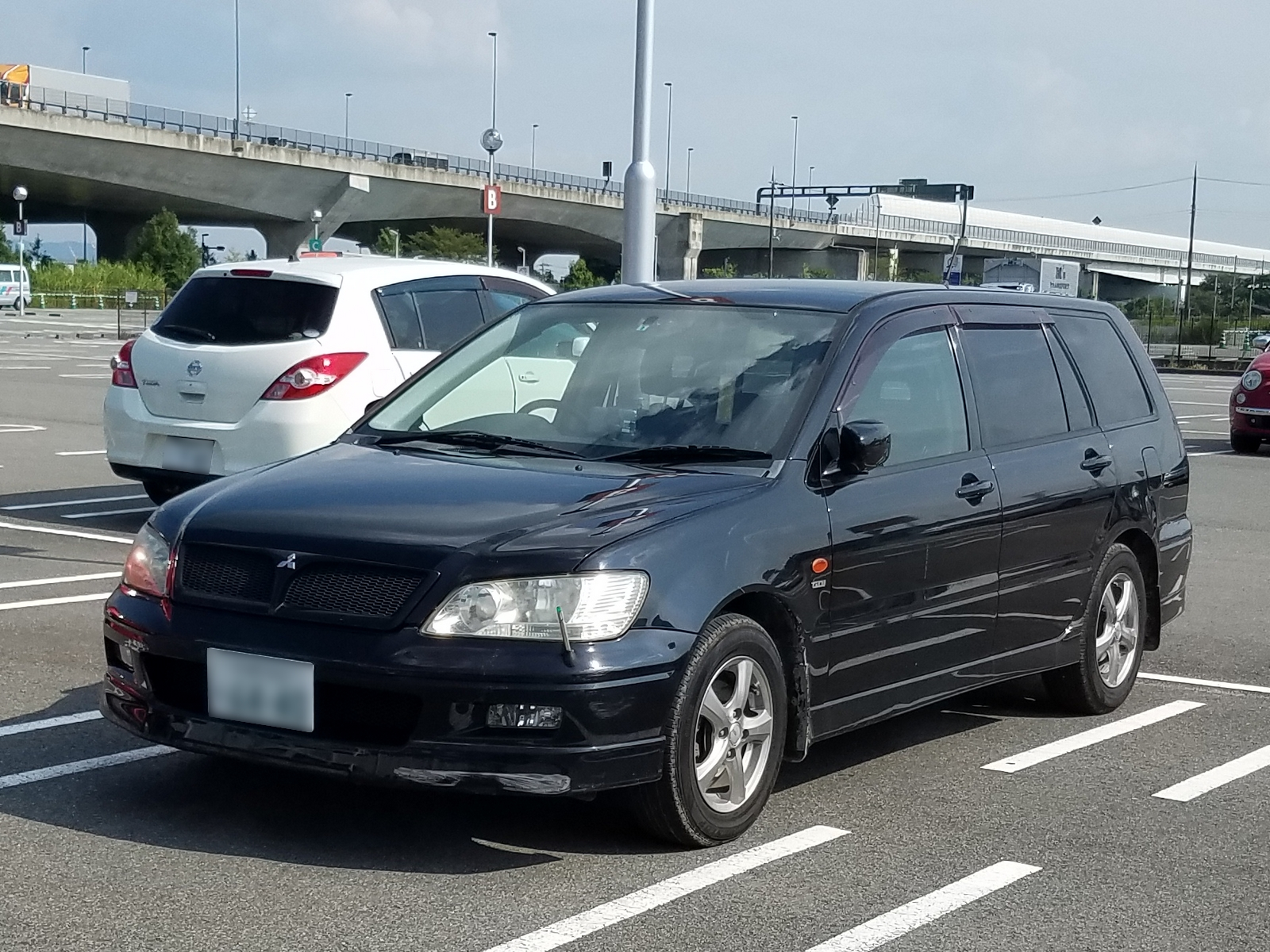
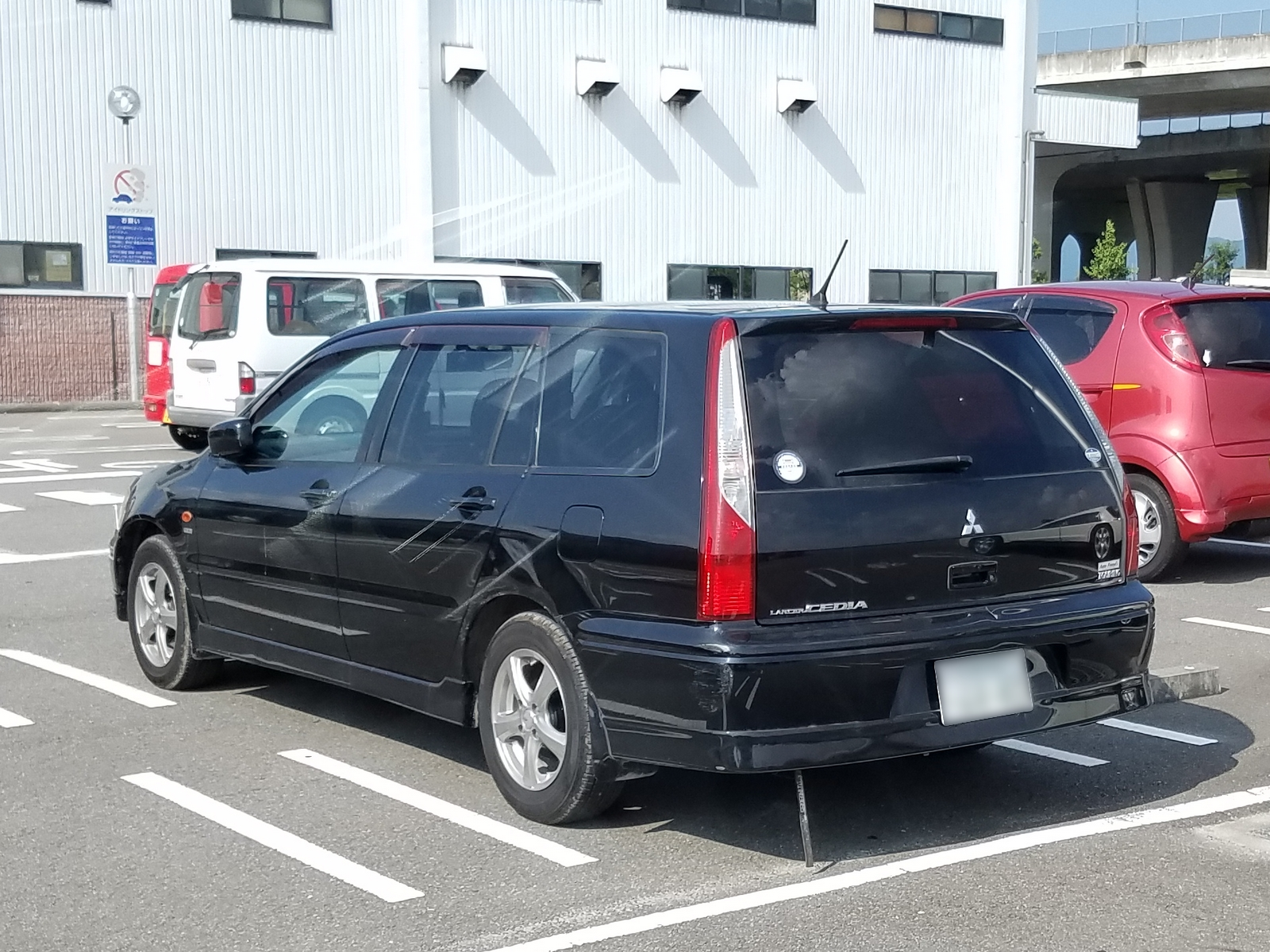
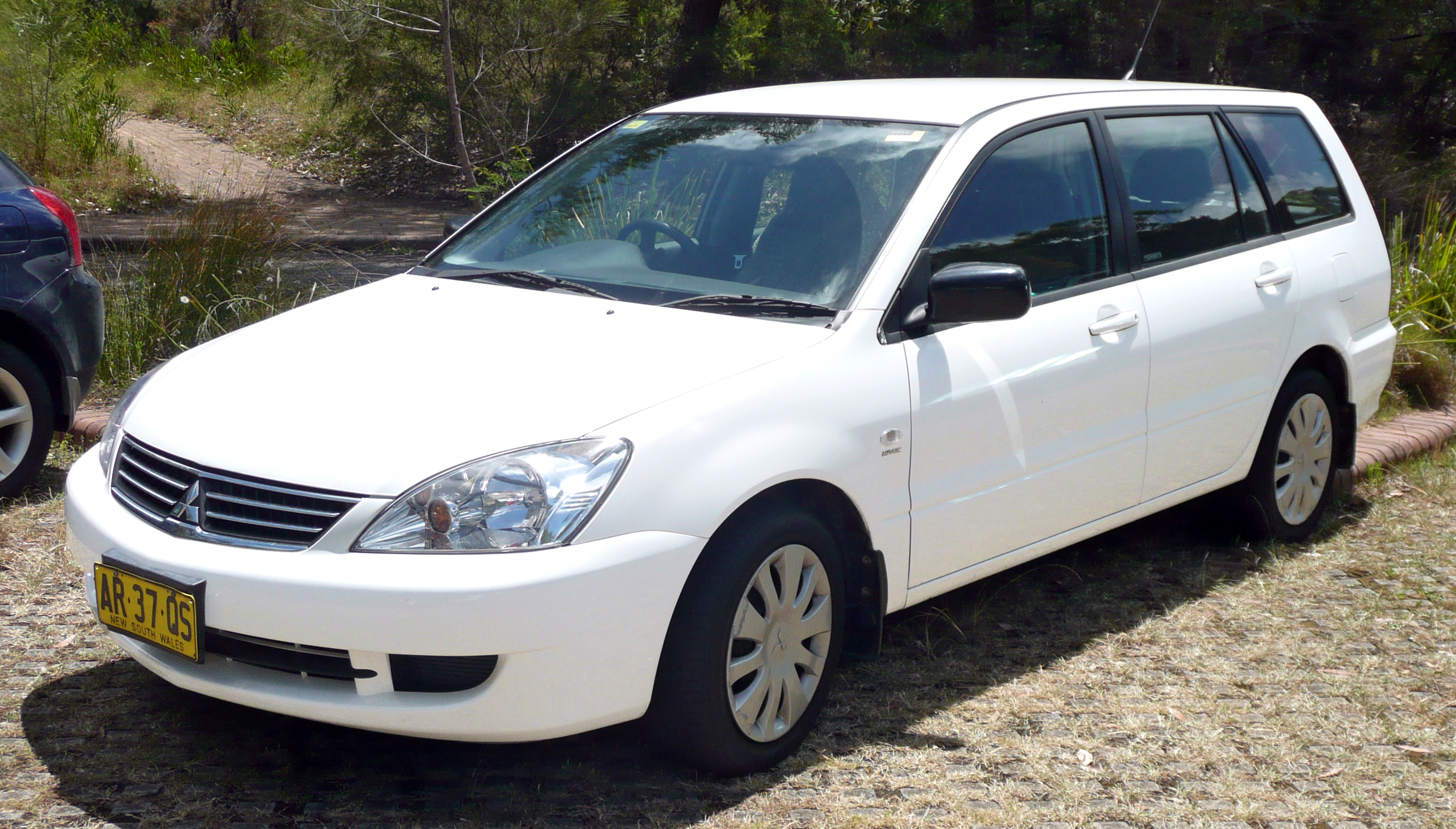
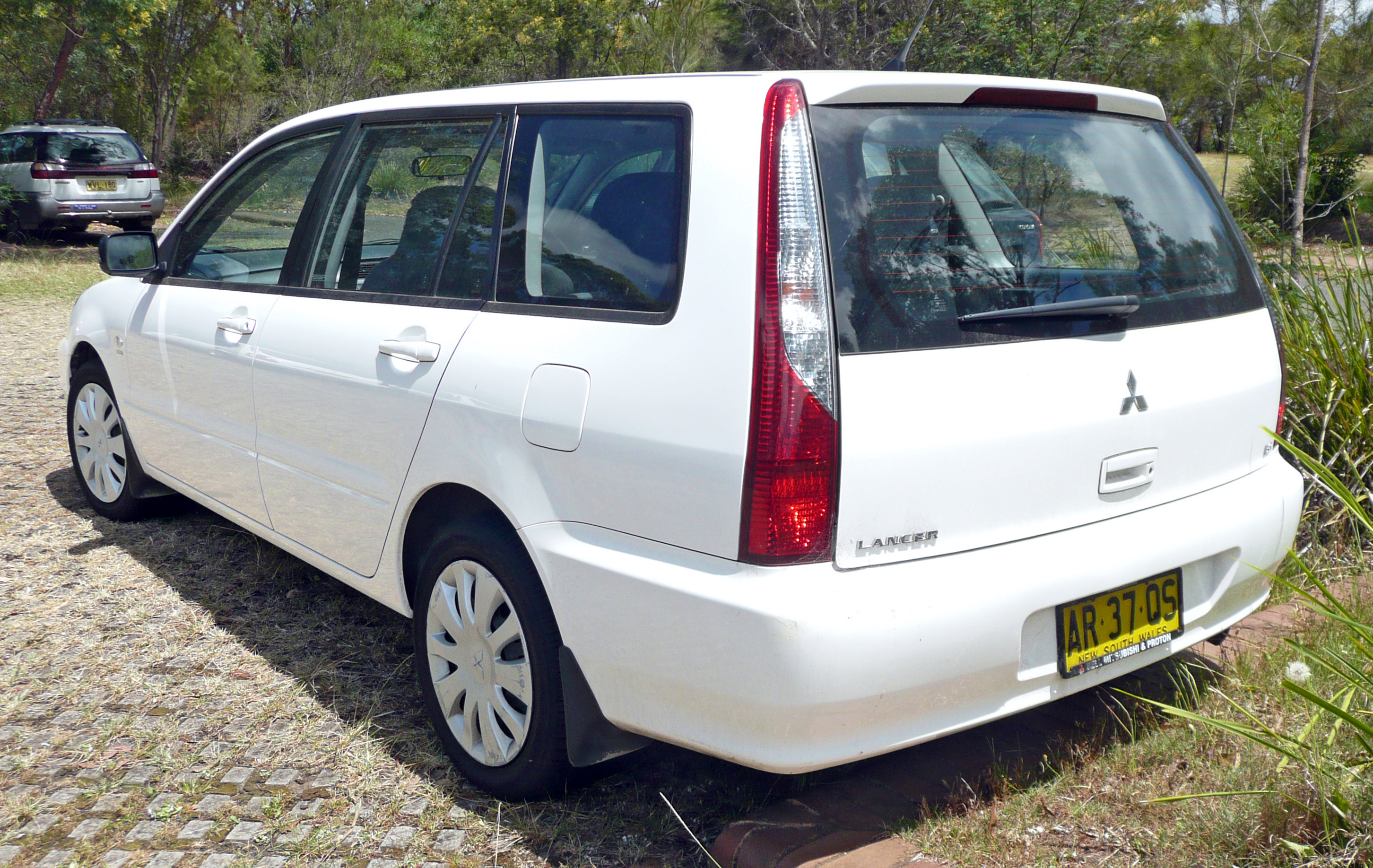
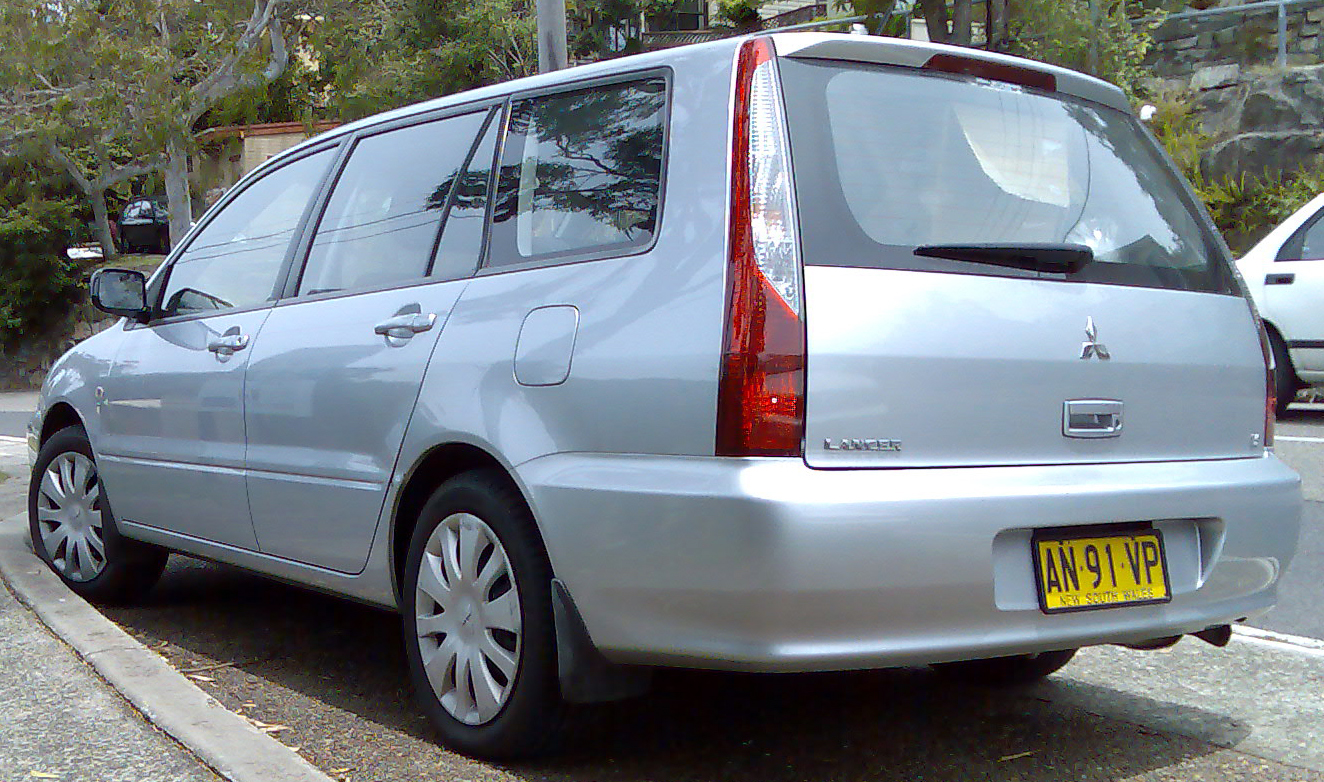
攝於澳洲

## 內部連結
- 三菱Lancer
- 三菱Lancer Cargo
- 三菱Libero

## 外部連結
- （日語）Webモーターマガジン：三菱 ランサーセディア ワゴンはターボを搭載して使い勝手のいい快足ワゴンに！ （页面存档备份，存于）
- （日語）webCG：三菱ランサーセディアワゴンツーリング スーパーパッケージ(CVT)【ブリーフテスト】 （页面存档备份，存于）
- （日語）webCG：三菱ランサーセディアワゴン T-Touring & Rallyart Edition（4AT） （页面存档备份，存于）